# Station Amagasaki

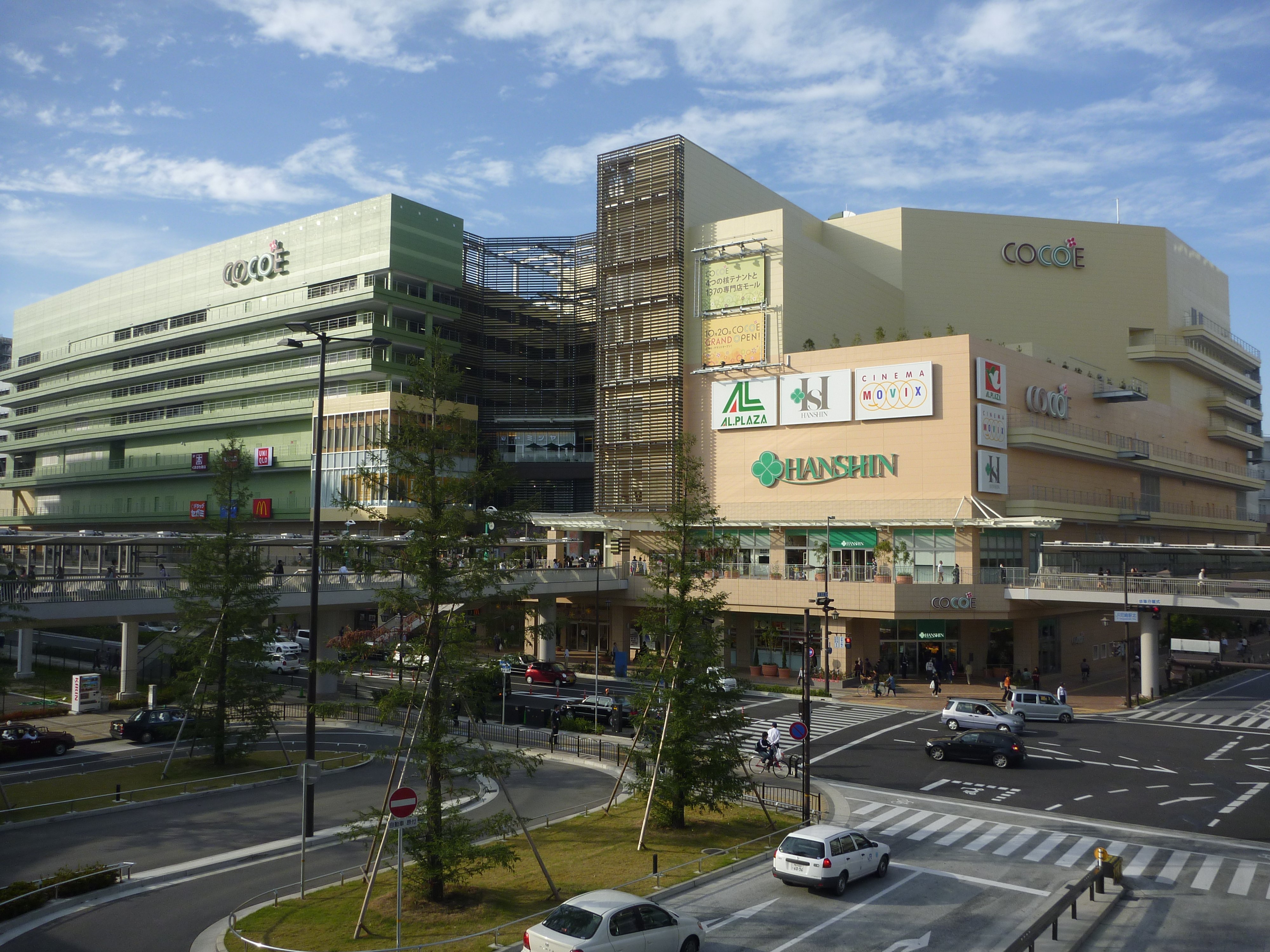
Het winkelcentrum COCOE.

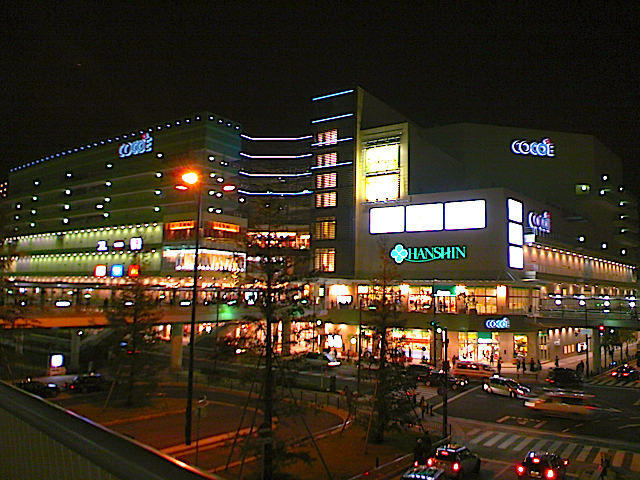
Het winkelcentrum 's avonds.

Station Amagasaki  (尼崎駅, Amagasaki-eki) is een spoorwegstation in de Japanse stad Amagasaki in de prefectuur Hyōgo. Het wordt aangedaan door de  JR Kōbe-lijn, de JR Takarazuka-lijn en de JR Tōzai-lijn. Het station heeft acht sporen, gelegen aan vier eilandperrons. 

Amagasaki is officieel het eindstation van de JR Takarazuka- en de Tōzai-lijnen. De treinen van de JR Takarazuka-lijn rijden in oostelijke richting echter verder over de JR Kōbe-lijn tot aan het station van Ōsaka. Vandaaruit vervolgen ze hun weg op de JR Kioto-lijn. De treinen van de JR Tōzai-lijn rijden in westelijke richting verder over de JR Kōbe-lijn naar Nishi-Akashi of ze rijden naar Takarazuka en verder over de JR Takarazuka-lijn.

## Lijnen

### JR West
| 1   | ■ JR Kōbe-lijn                      | intercity's richting Sannomiya en Himeji                                          |
| 2   | ■ JR Takarazuka-lijn                | richting Takarazuka en Fukuchiyama                                                |
| 3   | ■ JR Kōbe-lijn ■ JR Takarazuka-lijn | stoptreinen richting Sannomiya en Nishi-Akashi richting Takarazuka en Fukuchiyama |
| 4   | ■ JR Kōbe-lijn                      | richting Sannomiya en Himeji                                                      |
| 5,6 | ■ JR Kōbe-lijn ■ JR Tōzai-lijn      | richting Ōsaka, Shin-Ōsaka en Takatsuki richting Kita-Shinchi en Kyōbashi         |
| 7   | ■ JR Tōzai-lijn ■ Takarazuka-lijn   | richting Kita-Shinchi en Kyōbashi tijdens spitsuren richting Ōsaka                |
| 8   | ■ JR Kōbe-lijn ■ JR Takarazuka-lijn | intercity's richting Ōsaka, Shin-Ōsaka en Takatsuki richting Ōsaka ('s ochtends)  |

## Geschiedenis
Het station werd in 1874 onder de naam Kanzaki geopend en kreeg in 1949 de huidige naam. Tot 1997 was Amagasaki slechts een lokale halte. Na de opening van de Tozai-lijn werd het een belangrijk spoorwegknooppunt. Momenteel stoppen alle passagierstreinen en de expresstreinen van de Fukuchiyama-lijn in het station.
Nabij het station vond in 2005 de treinramp bij Amagasaki plaats.

## Overig openbaar vervoer
Bussen van het stadsnetwerk van Amagasaki en een bus richting de luchthaven Kansai.

## Aangrenzende stations
| Tōkaidō-lijn Special Rapid Service                                   | Ashiya      | Amagasaki | Osaka              |
| Tōkaidō-lijn (Rapid Service快速 :kaisoku)                            | Nishinomiya | Amagasaki | Osaka              |
| Tōkaidō-lijn (stoptrein,普通 :futsū)                                 | Tachibana   | Amagasaki | Tsukamoto          |
| JR Tozai-lijn                                                        | Tachibana   | Amagasaki | Kashima            |
| Fukuchiyama-lijn (Limited Express,特急 : tokkyū)                     | Takarazuka  | Amagasaki | Osaka              |
| Fukuchiyama-lijn (Tambaji Rapid Service ; 丹波路快速Tambaji kaisoku) | Itami       | Amagasaki | Osaka              |
| Fukuchiyama-lijn Rapid Service                                       | Itami       | Amagasaki | Osaka              |
| JR Tozai-lijn                                                        | Itami       | Amagasaki | Kashima            |
| Fukuchiyama-lijn (futsu, stoptrein)                                  | Tsukaguchi  | Amagasaki | Tsukamoto of Osaka |